# West Honda Pons
West Honda Pons var ett stall i MotoGP under 2001-2002, som sköttes av Sito Pons. De hade Alex Barros och Loris Capirossi som förare. Huvudsponsor var tobaksbolaget West.